# Mierzwin (gromada)
Mierzwin – dawna gromada, czyli najmniejsza jednostka podziału terytorialnego Polskiej Rzeczypospolitej Ludowej w latach 1954–1972.
Gromady, z gromadzkimi radami narodowymi (GRN) jako organami władzy najniższego stopnia na wsi, funkcjonowały od reformy reorganizującej administrację wiejską przeprowadzonej jesienią 1954 do momentu ich zniesienia z dniem 1 stycznia 1973, tym samym wypierając organizację gminną w latach 1954–1972.
Gromadę Mierzwin z siedzibą GRN w Mierzwinie utworzono – jako jedną z 8759 gromad na obszarze Polski – w powiecie jędrzejowskim w woj. kieleckim, na mocy uchwały nr 13b/54 WRN w Kielcach z dnia 29 września 1954. W skład jednostki weszły obszary dotychczasowych gromad Bełk, Mierzwin i Zegartowice ze zniesionej gminy Mierzwin w tymże powiecie. Dla gromady ustalono 14 członków gromadzkiej rady narodowej.
31 grudnia 1961 gromadę zniesiono, a jej obszar włączono do gromad  Imielno (wsie Bełk i Mierzwin oraz kolonie Kwasków, Leonów i Szczery Bór) i Opatkowice (wsie Grudzyny i Zegartowice oraz osady Kempiotka i Olszowiec).